# Хацор-Ашдод
Хацор-Ашдод (ивр. חָצוֹר-אַשְׁדּוֹד‎) — кибуц в Израиле, расположен в 8 км юго-восточнее Ашдода, около Ган-Явне. Основан в 1946 году. Относится к региональному совету «Беэр-Товия».
Принадлежит движению Ха-Кибуц ха-Арци — Ха-шомер ха-цаир.
На территории кибуца в 1956 г. был обнаружен мозаичный пол византийской церкви V—VI веков.
Рядом с кибуцем расположена авиабаза Хацор.

## История

### До основания кибуца
Ядро («гарин») кибуца основан группой выпускников Ха-шомер ха-цаир из Подмандатной Палестины, собравшихся в Мишмар-ха-Эмеке в 1936 году. Он был назван кибуцем Эрец-Исраэль-Гимель.
В 1937 году члены покинули Мишмар-ха-Эмек, переехали в Ришон-ле-Цион и поселились в лагере, который использовал другой гарин, который уехал и основал кибуц Шаар-ха-Голан. В Ришон-ле-Ционе члены занимались ручным трудом в садах, на фабриках, укладывали дорожное покрытие (для компании Солель Боне), а также открыли столярную мастерскую и прачечную. В 1938 году некоторых членов отправили на сельскохозяйственное обучение в Бейт-Ган.
В 1941 году в состав гарина вошла группа халуцим из Болгарии, выпускников Ха-шомер ха-цаир, а в 1945 и 1946 годах — две группы из США и Канады, также выпускников движения. 13 мая 1943 года группа основала Гвулот, одно из трёх дозоеных пунктов, первых еврейских поселений в Негеве. Члены поселились в Гвулоте на три года, где обрабатывали земли Еврейского национального фонда, и попросили остаться там в качестве постоянного поселения. В 1946 году еврейские учреждения решили передать землю членам кибуца Нирим, а взамен членам кибуца Эрец Исраэль Гимель были переданы земли возле Ясура.

### После основания кибуца
17 июня 1946 года некоторые из членов прибыли в этот пункт и основали кибуц, после чего переименовали себя в «Хацор». Местом для кибуца был выбран голый холм, окруженный четырьмя арабскими деревнями и британской авиабазой. Первоначально жители жили в палатках и построили два сарая, которые использовались как столовая и барак. В январе 1947 года жители начали строить постоянные здания, а остальные члены гарина постепенно прибыли в кибуц из Ришон-ле-Циона.
Во время войны 1947—1948 годов в Подмандатной Палестине перевозки были ограничены и осуществлялись только на бронетехнике, а полевые работы проводились под охраной. После провозглашения независимости Израиля 14 мая 1948 года армия Египта вторглась на бывшую территорию Подмандатной Палестины и продвигалась вдоль береговой линии, пока не достигла моста Ад-Халом. С конца мая по октябрь 1948 года кибуц находился недалеко от линии фронта египетской армии и неоднократно подвергался артиллерийским обстрелам. Многие члены кибуца были призваны в Силы обороны Израиля и участвовали в битвах при Негбе. Дети, а также домашний скот были эвакуированы в Холон, а оставшиеся в кибуце члены скрывались в траншеях и укрытиях. После операции «Йоав» в октябре египтяне отступили, и кибуц вернулся к обычной жизни.
Окружающие арабские деревни обезлюдели, а их жители стали беженцами в секторе Газа. Их земля была конфискована государством Израиль, а часть её сдана в аренду кибуцу. В 1950-х годах к кибуцу присоединилась ещё одна группа членов Ха-шомер ха-цаир из Франции и Швейцарии.
С 1990-х годов кибуц претерпел изменения в сторону приватизации и отказался от многих своих первоначальных коллективных привычек. В результате за 7 лет было принято более 100 новых членов.

## Название
Кибуц назван в честь библейского города Хацор на территории колена Иуды (Нав. 15:23). Полное название, Хацор-Ашдод, призвано отличать этот кибуц от галилейского города Хацор-ха-Глилит, хотя кибуц более известен как просто «Хацор».

## Экономика
Основные отрасли хозяйства: животноводство, птицеводство, полеводство, садоводство.
В кибуце находится завод точного литья.

## Население
По данным Центрального статистического бюро Израиля, население на начало 2020 года составляло 653 человека.